# Габитов, Раиф Лутфуллович
Габитов Раиф Лутфуллович (25 ноября 1913, Юлук, Оренбургская губерния — 1943) — башкирский композитор. Член Союза композиторов БАССР (1941). Участник Великой Отечественной войны.

## Биография
Раиф Лутфуллович Габитов родился 25 ноября 1913 года в д. Юлук Орского уезда Оренбургской губернии (ныне — Баймакский район Башкортостана). С детства умел играть на гармони, мандолине, хорошо пел. Отец, Лутфулла Арсланович, играл на гармони, мать, Ханифа Якуповна, исполняла народные песни. В семье было десять детей.
Окончив педагогический техникум в Оренбурге, руководил местной художественной самодеятельностью.
В 1932 году окончил Оренбургский педагогический техникум и уехал работать в Белорецк преподавателем учебного комбината металлургического завода.
В Белорецке руководил местной художественной самодеятельностью, позднее стал художественным руководителем татаро-башкирской секции заводского Дома культуры, где создал хоровой коллектив, привлек в самодеятельность кураистов и гармонистов, давал концерты, делал для оркестра переложения башкирских народных песен.
Успешно выступив с хоровым коллективом на республиканском смотре художественной самодеятельности, был замечен певцом и музыкальным деятелем Газизом Альмухаметовым, который предложил Раифу Лутфулловичу приехать в Уфу на отборочные испытания для учёбы в Москве. Испытания Раиф Лутфуллович выдержал успешно, и в 1934 году был направлен на учёбу в национальную студию при Московской государственной консерватории имени П. И. Чайковского. Во время войны Башкирскую студию временно перевели в город Уфу, где студенты продолжали учёбу и одновременно работали.
В 1942 году Раиф Лутфуллович окончил Башкирскую студию при Московской консерватории (педагог В. А. Белый). Дипломной работой Раифа Габитова была «Поэма об Урале». Первое исполнение этого произведения состоялось весной 1942 года на сцене Башкирского театра оперы и балета на торжественном концерте, поставленном силами хоровых коллективов театра и эвакуированной в Уфу Киевской оперы имени Т. Г. Шевченко.
Имея плохое зрение, Раиф Лутфуллович хотел попасть в армию, чтобы сражаться с фашистами. В 1942 году, окончив курсы командиров-артиллеристов, он попал на фронт и в 1943 году погиб в одном из боёв.
Габитов Раиф Лутфуллович был одним из первых профессиональных композиторов Башкортостана.

## Сочинения
Песни «Уралҡайым» («Родимый Урал», 1938) на стихи Салавата Юлаева, «Походная песня Салавата», песня «Родимый Урал» для баса в сопровождении фортепиано, «Песня о Сталине».
Обработки народных песен «Салават», «Тейен тубырсыҡ яра» («Белка грызёт орехи») для голоса и фп. и др.
Поэма Г. «Уралды маҡтау» («Поэма об Урале», 1940) для хора a cappella
Записи башкирских народных песен «Ашкадар», «Ғабдрахман Булатов» («Габдрахман Булатов»), «Гумеров», «Таштугай» и др.